# Síndrome de Pfeiffer
El síndrome de Pfeiffer es una rara enfermedad de origen genético que afecta aproximadamente a un niño por cada 100 000 nacimientos, fue descrito por Rudolf Arthur Pfeiffer en 1964 quien publicó el caso de una familia con varios de sus miembros afectados a lo largo de varias generaciones.

## Fisiopatología

El síndrome de Pfeiffer se transmite con un patrón autosómico dominante

Se transmite de padres a hijos según un patrón autosómico dominante y puede estar causado por dos tipos de mutaciones, la que afecta al gen FGFR1 situado en el cromosoma 8 o la del gen FGFR2 en el cromosoma 10.

## Cuadro clínico
El síndrome de Pfeiffer pertenece al grupo de enfermedades llamadas acrocefalosindactilias y se caracteriza por anomalías en el desarrollo del cráneo del tipo craneosinostosis, fusión de algunos dedos (sindactilia) y dedo gordo del pie y pulgar anormalmente anchos. En ocasiones se presentan otras alteraciones que incluyen retraso del desarrollo psicomotor, hidrocefalia y protrusión del ojo hacia delante (exoftalmos). Existen varios subtipos de este padecimiento, el tipo I o clásico, el tipo II y el III.